# تریسیا اسمیت
تریسیا اسمیت (انگلیسی: Tricia Smith؛ زادهٔ april ۱۴, ۱۹۵۷ (۶۷ سال)) ورزشکار روئینگ اهل کانادا است.
وی همچنین برندهٔ جوایزی همچون رتبهٔ عضو نشان کانادا شده‌است.
وی در مسابقات کشوری و بین‌المللی در مجموع برندهٔ ۱ مدال طلا، ۲ مدال نقره، ۴ مدال برنز شده‌است.